# Tillandsia 'Magic Blush'
Tillandsia 'Magic Blush' es un  cultivar híbrido del género Tillandsia perteneciente a la familia  Bromeliaceae.
Es un híbrido creado con las especies Tillandsia ionantha var. stricta & Tillandsia magnusiana.